# Diego Osío
Diego Andrés Osío Valencia, noto semplicemente come Diego Osío (Valencia, 3 gennaio 1997), è un calciatore venezuelano, difensore del Carabobo

## Caratteristiche tecniche
È un difensore centrale.

## Carriera

### Club
Cresciuto nel settore giovanile del Carabobo, debutta in prima squadra il 21 settembre 2014 in occasione dell'incontro di Primera División vinto 2-1 contro lo Llaneros de Guanare; nel 2020 viene acquistato a titolo definitivo dal Caracas.

### Nazionale
Ha giocato nella nazionale venezuelana Under-17.

## Statistiche
Statistiche aggiornate al 14 giugno 2021.

### Presenze e reti nei club
| Stagione        | Squadra         | Campionato      | Campionato | Campionato | Coppe nazionali | Coppe nazionali | Coppe nazionali | Coppe continentali | Coppe continentali | Coppe continentali | Altre coppe | Altre coppe | Altre coppe | Totale | Totale | Totale |
| Stagione        | Squadra         | Comp            | Pres       | Reti       | Comp            | Pres            | Reti            | Comp               | Pres               | Reti               | Comp        | Pres        | Reti        | Pres   | Reti   |        |
| --------------- | --------------- | --------------- | ---------- | ---------- | --------------- | --------------- | --------------- | ------------------ | ------------------ | ------------------ | ----------- | ----------- | ----------- | ------ | ------ | ------ |
| 2014-2015       | Carabobo        | PD              | 1          | 0          | CV              | 0               | 0               |                    | -                  | -                  |             | -           | -           | 1      | 0      |        |
| 2015            | Carabobo        | PD              | 4          | 0          | CV              | 0               | 0               |                    | -                  | -                  |             | -           | -           | 4      | 0      |        |
| 2016            | Carabobo        | PD              | 0          | 0          | CV              | 0               | 0               |                    | -                  | -                  |             | -           | -           | 0      | 0      |        |
| 2017            | Carabobo        | PD              | 8          | 0          | CV              | 1               | 0               |                    | -                  | -                  |             | -           | -           | 9      | 0      |        |
| 2018            | Carabobo        | PD              | 1          | 0          | CV              | 0               | 0               | CL                 | 0                  | 0                  |             | -           | -           | 1      | 0      |        |
| 2019            | Carabobo        | PD              | 37         | 0          | CV              | 1               | 0               |                    | -                  | -                  |             | -           | -           | 38     | 0      |        |
| 2020            | Caracas         | PD              | 18         | 2          | CV              | 0               | 0               | CL+CS              | 5+2                | 0                  |             | -           | -           | 25     | 2      |        |
| 2021            | Caracas         | PD              | 7          | 0          | CV              | 0               | 0               | CL                 | 4                  | 0                  |             | -           | -           | 11     | 0      |        |
| Totale carriera | Totale carriera | Totale carriera | 76         | 2          |                 | 2               | 0               |                    | 11                 | 0                  |             | -           | -           | 89     | 2      |        |